# Spectators
Spectators (englisch für ‚Zuschauer‘) ist das vierte Studioalbum des deutschen Synthiepop-Duos Wolfsheim.

## Entstehung und Artwork
Alle Stücke des Albums wurden zusammen von den beiden Wolfsheim-Mitgliedern Peter Heppner und Markus Reinhardt geschrieben. In Zusammenarbeit mit José Alvarez-Brill produzierten sie auch das Album. Gemastert wurde das Album im Master & Servant in Hamburg, unter der Leitung von Tom Meyer. Das Album wurde unter den Musiklabels Metropolis Records und Strange Ways Records veröffentlicht und durch Indigo vertrieben. Aufgenommen wurde das Album im Tonstudio „The Factory“ in Belgien.
Auf dem Cover des Albums ist – neben Künstlernamen und Albumtitel – ein Teil der Mondoberfläche, mit der Sicht auf die Erde, zu sehen. Dasselbe Coverprinzip mit ähnlichem Artwork findet sich auf den Singleauskopplungen Künstliche Welten und Once in a Lifetime wieder. Dazu enthält das Album ein 16-Seitiges Booklet. Das Artwork stammt von den Graphischen Werken Ottensen.

## Veröffentlichung und Promotion
Die Erstveröffentlichung von Spectators erfolgte am 29. Januar 1999 in Deutschland. Noch im selben Jahr folgte eine europaweite Veröffentlichung, sowie eine Veröffentlichung in den Vereinigten Staaten 2001 (unter dem Musiklabel Metropolis Records) und in Russland 2004. Eigentlich sollte das Album bereits ein Vierteljahr vorher in Deutschland erscheinen. In einem Interview mit Laut.de verriet Heppner, dass er seine Nebenprojekte immer so „timen“ wollte, dass sie kurzfristig vor neuen Wolfsheim-Projekten stattfinden, um diese Projekte damit zu unterstützen. Jedoch hatte keiner damit gerechnet, dass sich Heppners Nebenprojekt mit Joachim Witt und der gemeinsamen Single Die Flut zu einem so großen Erfolg entwickelt. Wolfsheim wollte mit Spectators rauskommen und Die Flut sei immer noch in den deutschen Singlecharts gewesen. Das sei für ihn und Reinhardt als Band doof gewesen. Deswegen hätten sie die Veröffentlichung von Spectators um ein Vierteljahr verschoben. Das Album besteht aus elf neuen Studioaufnahmen. Neben der regulären Ausgabe wurde zeitgleich eine „Special Edition“ von Spectators veröffentlicht. Diese beinhaltet zusätzlich eine zweite CD mit fünf Liveaufnahmen. Ebenfalls zeitgleich erfolgte die Veröffentlichung einer „Limited Edition“ von Spectators, diese beinhaltet zusätzlich die Maxi-Single zu Künstliche Welten.
Um das Album zu bewerben, gingen Wolfsheim kurz vor und nach der Albumveröffentlichung auf die Spectators Tour 1998/99. Am 22. August 1999 spielten Wolfsheim auf dem Bizarre-Festival in Köln-Ossendorf. Das Konzert wurde im Rahmen des Westdeutschen Rundfunks für die Fernsehsendung Rockpalast aufgezeichnet und ausgestrahlt. Während des Konzertes wurde das Duo von einigen Cellisten und Violinisten begleitet. Die Setlist bestand überwiegend aus vergangenen Singleveröffentlichungen. Am selben Tag standen die beiden Wolfsheim-Mitglieder auch für einen Chat auf deren Webauftritt bereit. Des Weiteren folgte ein Liveauftritt mit Once in a Lifetime in der RTL-Musikshow Top of the Pops.

## Inhalt
Das Album besteht aus elf neu eingespielten Titeln. Neun der elf Liedtexte sind in englischer Sprache, ein Liedtext ist in deutscher Sprache verfasst. Musikalisch bewegen sich die Lieder im Bereich des Dark Waves und Synthiepops. Bei E handelt es sich um ein reines Instrumentalstück. Bereits 1997 war eine EP-Veröffentlichung mit dem Titel E geplant, daraus wurde jedoch aufgrund einer Erkrankung Heppners nichts. Bei dem Lied Blind wurden Wolfsheim von ihrem Produzenten José Alvarez-Brill als Gitarrist unterstützt.
Die Liveaufnahmen der speziellen Bonus-CD erfolgten während des ersten Teils der Spectators Tour 1998/99 in Essen am 23. Oktober 1998 und Herford am 24. Oktober 1998. Die Liveaufnahmen tätigte Jürgen Jansen. Die Remixversion von Künstliche Welten auf der limitierten Bonus-CD entstammt der Zusammenarbeit von José Alvarez-Brill und Hubertus Pohlmann. Die Aufnahme mit den Prager Philharmoniker erfolgte unter der Leitung des Dirigenten Mario Klemens. Das Lied F ist bis heute auf keinem Wolfsheim-Album zu finden.
| #  | Titel                                                          | Autor(en)                       | Produzent(en)                                       | Länge |
| -- | -------------------------------------------------------------- | ------------------------------- | --------------------------------------------------- | ----- |
| 1  | It’s Hurting for the First Time                                | Peter Heppner, Markus Reinhardt | José Alvarez-Brill, Peter Heppner, Markus Reinhardt | 3:08  |
| 2  | Künstliche Welten                                              | Peter Heppner, Markus Reinhardt | José Alvarez-Brill, Peter Heppner, Markus Reinhardt | 3:26  |
| 3  | Touch                                                          | Peter Heppner, Markus Reinhardt | José Alvarez-Brill, Peter Heppner, Markus Reinhardt | 4:10  |
| 4  | Blind (feat. José Alvarez-Brill)                               | Peter Heppner, Markus Reinhardt | José Alvarez-Brill, Peter Heppner, Markus Reinhardt | 3:38  |
| 5  | Once in a Lifetime                                             | Peter Heppner, Markus Reinhardt | José Alvarez-Brill, Peter Heppner, Markus Reinhardt | 3:41  |
| 6  | Sleep Somehow                                                  | Peter Heppner, Markus Reinhardt | José Alvarez-Brill, Peter Heppner, Markus Reinhardt | 3:13  |
| 7  | For You                                                        | Peter Heppner, Markus Reinhardt | José Alvarez-Brill, Peter Heppner, Markus Reinhardt | 3:19  |
| 8  | Read the Lines                                                 | Peter Heppner, Markus Reinhardt | José Alvarez-Brill, Peter Heppner, Markus Reinhardt | 4:36  |
| 9  | I Don’t Love You Anymore                                       | Peter Heppner, Markus Reinhardt | José Alvarez-Brill, Peter Heppner, Markus Reinhardt | 4:23  |
| 10 | Heroin, She Said                                               | Peter Heppner, Markus Reinhardt | José Alvarez-Brill, Peter Heppner, Markus Reinhardt | 5:01  |
| 11 | E                                                              | Peter Heppner, Markus Reinhardt | José Alvarez-Brill, Peter Heppner, Markus Reinhardt | 3:26  |
|    | CD 2 (Special Edition) a                                       |                                 |                                                     |       |
| 1  | A Look into Your Heart (live)                                  | Peter Heppner, Markus Reinhardt | Carlos Perón                                        | 4:03  |
| 2  | Closer Still (live)                                            | Peter Heppner, Markus Reinhardt | José Alvarez-Brill, Peter Heppner, Markus Reinhardt | 3:05  |
| 3  | Leave No Deed Undone (live)                                    | Peter Heppner, Markus Reinhardt | José Alvarez-Brill, Peter Heppner, Markus Reinhardt | 4:01  |
| 4  | A New Starsystem Has Been Explored (live)                      | Peter Heppner, Markus Reinhardt | José Alvarez-Brill, Peter Heppner, Markus Reinhardt | 3:45  |
| 5  | This Time (live)                                               | Peter Heppner, Markus Reinhardt | Carlos Perón                                        | 3:09  |
|    | CD 2 (Limited Edition) a                                       |                                 |                                                     |       |
| 1  | Künstliche Welten (Radio Edit)                                 | Peter Heppner, Markus Reinhardt | José Alvarez-Brill, Peter Heppner, Markus Reinhardt | 3:29  |
| 2  | Künstliche Welten (Praha Edit) (mit den Prager Philharmoniker) | Peter Heppner, Markus Reinhardt | José Alvarez-Brill, Peter Heppner, Markus Reinhardt | 4:28  |
| 3  | Künstliche Welten (Club Edit)                                  | Peter Heppner, Markus Reinhardt | José Alvarez-Brill, Peter Heppner, Markus Reinhardt | 4:17  |
| 4  | F                                                              | Peter Heppner, Markus Reinhardt | José Alvarez-Brill, Peter Heppner, Markus Reinhardt | 3:50  |

## Singleauskopplungen
Bereits vor der offiziellen Veröffentlichung des Albums wurden im Oktober bzw. November 1998 die beiden Singles Once in a Lifetime und It’s Hurting for the First Time ausgekoppelt. Nach der Albumveröffentlichung folgte die Single Künstliche Welten im März 1999. Zu Promotionzwecken wurde eine Remixversion zu Sleep Somehow am 26. Juli 1999 veröffentlicht. Für den Spielfilm Erbsen auf halb 6 wurde am 1. März 2004 die Single Blind ausgekoppelt, allerdings in einer Version ohne Alvarez-Brill. Mit Ausnahme des Promo-Tonträgers konnten sich alle vier offiziellen Singles in den deutschen Singlecharts platzieren.
Singles in den Charts

| Jahr | Titel                           | Höchstplatzierung, Gesamtwochen, AuszeichnungChartplatzierungen (Jahr, Titel, , Platzierungen, Wochen, Auszeichnungen, Anmerkungen) | Höchstplatzierung, Gesamtwochen, AuszeichnungChartplatzierungen (Jahr, Titel, , Platzierungen, Wochen, Auszeichnungen, Anmerkungen) | Höchstplatzierung, Gesamtwochen, AuszeichnungChartplatzierungen (Jahr, Titel, , Platzierungen, Wochen, Auszeichnungen, Anmerkungen) | Anmerkungen                             |
| Jahr | Titel                           | DE | AT | CH | Anmerkungen                             |
| ---- | ------------------------------- | --- | --- | --- | --------------------------------------- |
| 1998 | Once in a Lifetime              | DE23 (16 Wo.)DE | — | — | Erstveröffentlichung: 16. Oktober 1998  |
| 1998 | It’s Hurting for the First Time | DE66 (6 Wo.)DE | — | — | Erstveröffentlichung: 30. November 1998 |
| 1999 | Künstliche Welten               | DE66 (7 Wo.)DE | — | — | Erstveröffentlichung: 26. März 1999     |
| 2004 | Blind 2004                      | DE53 (9 Wo.)DE | — | — | Erstveröffentlichung: 1. März 2004      |

## Spectators Tour
Die folgende Liste beinhaltet alle Konzerte in chronologischer Reihenfolge, die Wolfsheim bei der Spectators Tour 1998/99 gespielt haben. Die Tour erstreckte sich vom 23. Oktober 1998 bis 10. März 1999 und führte die beiden insgesamt durch 17 deutsche Städte.
| Datum            | Stadt                      | Veranstaltungsort           | Land        |
| ---------------- | -------------------------- | --------------------------- | ----------- |
| 23. Oktober 1998 | Essen                      | Zeche Karl                  | Deutschland |
| 24. Oktober 1998 | Herford                    | Kick                        | Deutschland |
| 25. Oktober 1998 | Ludwigshafen am Rhein      | Colloseum                   | Deutschland |
| 27. Oktober 1998 | Hamburg                    | Gruenspan                   | Deutschland |
| 28. Oktober 1998 | Halle (Saale)              | Easy Shorre                 | Deutschland |
| 30. Oktober 1998 | Chemnitz                   | Kraftwerk                   | Deutschland |
| 31. Oktober 1998 | Cottbus                    | Glad-House                  | Deutschland |
| 1. November 1998 | Jena                       | Kassablanca                 | Deutschland |
| 3. November 1998 | Nürnberg                   | Hirsch                      | Deutschland |
| 4. November 1998 | Essen                      | Zeche Karl                  | Deutschland |
| 2. März 1999     | Nürnberg                   | Hirsch                      | Deutschland |
| 3. März 1999     | Köln-Ehrenfeld             | Live Music Hall             | Deutschland |
| 5. März 1999     | Hildesheim                 | Vier Linden                 | Deutschland |
| 6. März 1999     | Dresden-Leipziger Vorstadt | Alter Schlachthof           | Deutschland |
| 7. März 1999     | Berlin                     | Arena                       | Deutschland |
| 9. März 1999     | Magdeburg                  | AMO Kultur- und Kongreßhaus | Deutschland |
| 10. März 1999    | Bremen                     | Modernes                    | Deutschland |

## Mitwirkende
| Albumproduktion - José Alvarez-Brill – Gitarre (Lied 4), Musikproduzent - Peter Heppner – Gesang, Komponist, Liedtexter, Musikproduzent - Jürgen Jansen – Tonmeister (Special Edition) - Tom Meyer – Mastering - Markus Reinhardt – Keyboard, Komponist, Liedtexter, Musikproduzent | Unternehmen - Graphische Werke Ottensen – Artwork (Cover) - Indigo – Vertrieb - Master & Servant – Mastering - Metropolis Records – Musiklabel - Strange Ways Records – Musiklabel - The Factory – Tonstudio |

## Rezensionen
Die US-amerikanische Musikportal Allmusic bewertet das Album mit 4,5/5 Sternen und der Begründung: „Smooth and sexy, Wolfsheim’s mix of bittersweet electronic harmonies and intense vocal style pave the way for lyrics which serve more than the melody. […] From track to track, Wolfsheim go from strength to strength. The dancefloor beats of Once in a Lifetime contrast with the reflective romance of Künstliche Welten, with tracks like Read the Lines giving a jovial relief from the gravity of the rest of the album. The new romatic characteristics have receeded from Wolfsheim’s The Sparrows and the Nightingales days, and what remains is a sound that is more intense than before. Spectators has a wider appeal than synth pop fans, and fans of gothic and related genres of music are also bound to find something in this release.“
Nachdem Wolfsheim mit „elektronischem Independent-Pop als Vertreter des Dark Wave“ populär wurde variierte es in den 2000er-Jahren ihren Stil in Form einer „Akzentverschiebung durch eine zunehmende Betonung des Popcharakters; eingängige, melodiös-melancholische Stücke mit vornehmlich englischsprachigen Texten“ – so das deutschsprachige Wissensportal wissen.de.
Das deutschsprachige Online-Magazin laut.de vergab 3/5 Sternen. Michael Schuh von der Redaktion beurteilte das Album mit folgenden Worten: Zusammenfassend beinhalte das Album melancholischen Synthiepop gepaart mit einer wehmutsgetränkten Stimme. Spectators sei poporientierter – „massentauglicher“ – als frühere Werke, aber in keinster Weise trendanbiedernd. Mit Künstliche Welten sei traditionell zumindest ein deutschsprachiges Lied auf dem Album enthalten. Als Experiment könne Sleep Somehow angesehen werden, da Drum-’n’-Bass-Anleihen bisher keinen Platz im Wolfsheim-Kosmos fanden. Heroin, She Said käme ziemlich industrialmäßig daher und überzeuge mit krachigem Refrain, der Rest sei einfach 100 % Wolfsheim. Böse Zungen mögen behaupten, dass das Duo mit ihrem „puristischen Elektro-Sound“ schlicht ein Jahrzehnt hinterher hinkt. Sicher sei das alles nicht neu und nur im Ansatz prickelnd, das sei Schuh aber trotzdem lieber als sämtliche „kommerzgeilen Retortenbands“, die mit billigsten Adaptionen früherer Hits den großen Reibach machen und die deutschen Charts zu einer Auflistung akustischer Grausamkeiten verkommen lassen.
Volkmar Kuhle ist im Gothic-Lexikon der Meinung, dass das Duo mit Spectators etwas Abstand von ihrem bisherigen Stil genommen habe und zu diesem Zeitpunkt mit angesagten Stilelementen aus der elektronischen Musik experimentiert habe.

## Kommerzieller Erfolg

### Chartplatzierungen
Spectators erreichte in Deutschland Position zwei der Albumcharts und konnte sich insgesamt fünf Wochen in den Top 10 und 25 Wochen in den Charts halten. In der Schweiz erreichte das Album in einer Chartwoche Position 41 der Charts. Ein Charteintritt in Österreich blieb bis heute verwehrt. 1999 platzierte sich Spectators in den Jahresalbumcharts auf Position 36 in Deutschland. Es war das erste Mal, dass sich ein Album in den Jahrescharts platzieren konnte.
Für Wolfsheim ist dies bereits nach 55578 und Dreaming Apes der dritte Charterfolg in den deutschen Albumcharts sowie der erste in der Schweiz. Es ist ihr erster Top-10-Erfolg in Deutschland. Bis heute konnte sich kein Album von Wolfsheim höher in der Schweizer Hitparade platzieren.
| ChartsChartplatzierungen | Höchstplatzierung | Wochen |
| ------------------------ | ----------------- | ------ |
| Deutschland (GfK)        | 2 (25 Wo.)        | 25     |
| Schweiz (IFPI)           | 41 (1 Wo.)        | 1      |

| ChartsJahrescharts (1999) | Platzierung |
| ------------------------- | ----------- |
| Deutschland (GfK)         | 36          |

### Auszeichnungen für Musikverkäufe
2004 wurde Spectators in Deutschland von der BVMI (Bundesverband Musikindustrie) mit einer Goldenen Schallplatte für über 250.000 verkauften Einheiten ausgezeichnet. Obwohl das nachfolgende Album Casting Shadows mit Platin ausgezeichnet wurde, ist Spectators aufgrund von Abwertungen der Verleihungsgrenzen für Plattenauszeichnungen zwischen 1999 und 2002 der meistverkaufte Tonträger Wolfsheims bis heute.
| Land/Region        | Auszeichnungen für Musikverkäufe (Land/Region, Auszeichnung, Verkäufe) | Verkäufe |
| ------------------ | ---------------------------------------------------------------------- | -------- |
| Deutschland (BVMI) | Gold                                                                   | 250.000  |
| Insgesamt          | 1× Gold ·                                                              | 250.000  |